# Technologia HPP
Technologia HPP, ciśnieniowanie, paskalizacja (ang. high pressure processing) – nowoczesna metoda utrwalania żywności za pomocą wysokiego ciśnienia, dzięki czemu dochodzi do redukcji liczby drobnoustrojów. Rozwiązanie na skalę przemysłową stosowane jest w wielu krajach, także w Polsce. Jego głównymi zaletami są m.in. wydłużenie terminu przydatności, zachowanie wartości odżywczych, świeżości i właściwości smakowych, eliminacja patogenów, a także zapewnienie bezpieczeństwa konsumentów. Stosowana jako naturalna alternatywa dla konwencjonalnych sposobów konserwacji żywności na skalę przemysłową, np. obróbki termicznej (pasteryzacji) lub dodawania konserwantów, wpływających na niektóre właściwości bioaktywne i cechy sensoryczne produktów.

## Przebieg procesu

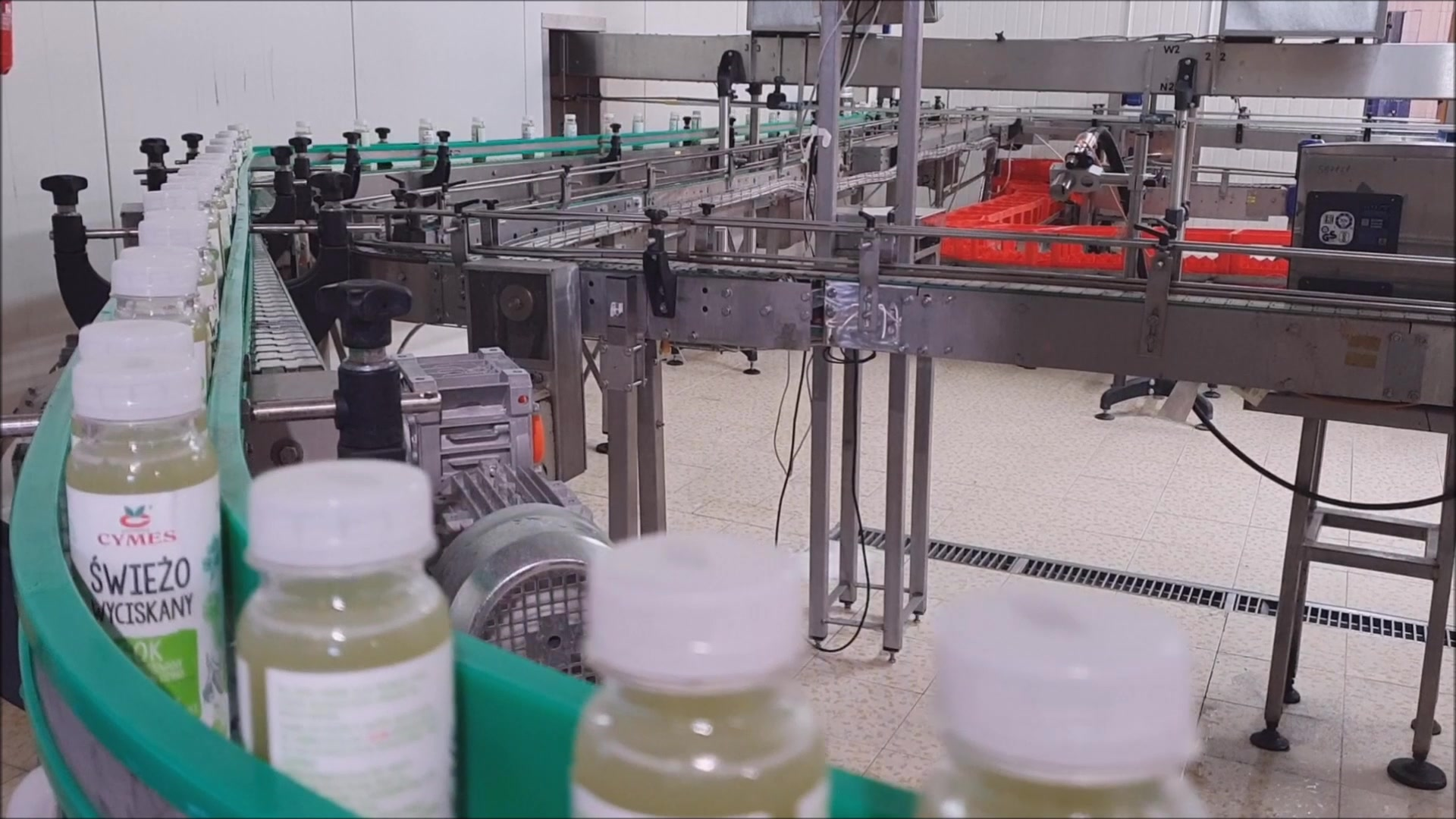
Produkcja soków HPP - Victoria Cymes

Gotowy, szczelnie zapakowany produkt (np. świeżo wyciśnięty sok rozlany do butelki) umieszczany jest w komorze, która zostaje napełniona wodą do momentu wytworzenia się pożądanego ciśnienia, działającego równomiernie na cały produkt. Ciśnienie hydrostatyczne zwiększane jest do bardzo wysokiego poziomu - 600 MPa (6000 bar), a produkt poddawany jest jego działaniu od kilkudziesięciu sekund do kilku minut. Proces ciśnieniowania niszczy mikroorganizmy psujące żywność i czynniki chorobotwórcze. Dzięki temu produkty mają znacznie dłuższy termin przydatności do spożycia i są bezpieczne, co zapewnia wygodę konsumentom, a producentom ułatwia logistykę i umożliwia dostawę w dalsze rejony.  Metoda HPP nieznacznie wpływa na właściwości organoleptyczne produktu m.in. smak, zapach, barwę, co wyróżnia ją spośród tradycyjnych metod utrwalania.
Ze względu na swoje właściwości i brak zastosowania środków chemicznych w przebiegu procesu, technologia HPP jest uważana za „naturalną” metodę konserwacji żywności.

## Historia
Pierwsze eksperymenty badające wpływ wysokiego ciśnienia na mikroorganizmy zarejestrowano w 1884 roku, a pierwsze udane próby odnotowano trzy lata później. W 1899 roku amerykański chemik Bert Holmes Hite opublikował badania opisujące proces ciśnieniowania na przykładzie mleka. W jego pracy potwierdzono, że pod wpływem wysokiego ciśnienia dochodzi do inaktywacji drobnoustrojów. Stwierdzono też, że utrwalanie żywności w ten sposób nie wpływa na jej smak.
Badania nad technologią HPP kontynuowano w XX wieku, a zintensyfikowano je w latach 70. Pierwsze produkty spożywcze utrwalone tą metodą trafiły jednak do konsumentów dopiero w latach 90. w Japonii. Dostępne na tamtejszym rynku przetwory owocowe i soki umieszczane były w komorze ciśnieniowej i poddawane ciśnieniu hydrostatycznemu rzędu od 1000 MPa. 
W Polsce pierwszą pilotażową linię technologiczną HPP (przystosowaną do testów i badań w skali półtechnologicznej i technologicznej) uruchomiono w Instytucie Wysokich Ciśnień PAN w 2016 roku w Parku Innowacyjnym Celestynów Unipress. 
Obecnie produkty poddawane metodzie utrwalania w technologii HPP są dostępne na wielu rynkach, także w Polsce. Pierwszym w Polsce producentem soków utrwalanych technologią HPP jest firma „Victoria Cymes”, która w 2018 roku wprowadziła linię soków tłoczonych na zimno.

Sok Nuja wyprodukowany technologią HPP.

Kategorie żywności poddawanej technologii HPP
- Soki tłoczone na zimno
- Krojone owoce
- Gotowe potrawy (MRE)
- Mięsa i wędliny
- Owoce morza
- Sałatki
- Zupy